# Arval
Arval est une entreprise française du Groupe BNP Paribas, spécialisée dans la location de véhicules longues durées et nouvelles solutions de mobilité. Fin décembre 2023, Arval louait plus de 1,7 million de véhicules dans le monde.
Arval est le membre fondateur de l'Alliance Element-Arval, un des leaders de l'industrie de la gestion de flotte avec 4,4 millions de véhicules dans le monde à travers 56 pays. 

## Histoire
- 1989 : création d'Arval Service Lease en France avec 6 collaborateurs en son sein.
- 2000 : fusion d'Arval avec PHH Europe. Grâce à cette Alliance, l'entreprise peut compter sur un réseau international de grands partenariats, notamment en Amérique du Nord, en Asie-Pacifique et en Afrique.
- 2007 : Naissance deGreenval Insurance, la compagnie d'assurance d'Arval.
- 2010 : Lancement d'offres ciblées sur les segments retail (TPE, PME et particuliers).
- 2013 : Lancement de l'Arval Smart Experience en France, une offre de services basée sur des outils connectés et les réseaux sociaux, qui métamorphose la relation client et conducteur de l'entreprise.
- 2015 : Acquisition de GE Capital Fleet services en Europe et lancement d'Arval Active Link, la première offre intégrée de télématique sur le marché.
- 2016 : Franchissement de la barre d'1 million de véhicules loués dans le monde.
- 2018 : Lancement de l'approche SMaRT (Sustainable Mobility and Responsibility Target, Mobilité durable et objectifs RSE) pour accompagner ses clients dans leur transition énergétique.
- 2019 : Arval devient membre de l'Alliance "Mobility as a Service" (MaaS) qui rassemble plus de 80 partenaires publics et privés dans le but de poser les fondements d'un marché ouvert de nouveaux services de mobilité.
- 2020 : Lancement d'Arval Beyond, un nouveau plan stratégique à l'image du positionnement de l'entreprise qui évolue de la location de véhicules vers des solutions de mobilité.
- 2022 : Lancement d'Arval Connect, une solution puissante pour aider nos clients à mieux contrôler leurs coûts de flotte et accélérer la transition énergétique
- 2023 : Renouvellement de l’accord tripartite de coopération stratégique entre Arval, Element et Sumitomo Mitsui Auto au Japon. L’Alliance gère désormais 4,4 millions de véhicules et opère dans 56 pays dans le monde.

## Principales entités du groupe
|                      | SIREN     |
| -------------------- | --------- |
| Arval Service Lease  | 352256424 |
| Arval Fleet Services | 300773413 |